# Северный флот ВМС НОАК
Северный флот ВМС НОАК (кит. 中国人民解放军北部战区海军) — объединение, один из трёх флотов ВМС НОАК. 

## История
Северный флот сформирован в 1960 году, с опорой на военно-морские базы (ВМБ) Циндао и Люйшунь. Штаб флота расположен в Циндао. Операционная зона флота — Жёлтое море и Бохайский залив.
Основные соединения Северного флота ВМС НОАК представлены: соединением атомных подводных лодок с дислокацией в пунктах базирования (ПБ) Наньяо; двумя бригадами ДЭПЛ с базированием в ВМБ Циндао и ВМБ Люйшунь; бригадой эскадренных миноносцев в составе 8 кораблей базирующихся на Тяолинь; бригадой фрегатов в составе четырёх кораблей; соединениями десантных кораблей в составе шести больших и некоторого количества малых десантных кораблей, а также соединениями малых боевых надводных кораблей: двумя бригадами и четырьмя дивизионами ракетных катеров, двумя дивизионами минно-тральных кораблей, двумя дивизионами десантных кораблей и катеров, пятью дивизионами патрульных кораблей.
Командованию Северного флота оперативно подчинены и части морской авиации.

## Военно-морские базы
ГВМБ:
- Циндао

ВМБ и ПБ:
- Люйшунь
- Вэйхай
- Хулудао
- Люйда
- Сяо-пиндао
- Пэнлай
- Тяолинь

## Зоны береговой обороны
- Далянь
- Инкоу
- Циньхуандао
- Тяньцзинь
- Вэйхай
- Цзяонань